# Eidetsko pamćenje
Fotografsko ili eidetsko pamćenje (što je precizniji naziv) obično se definira kao sposobnost pojedinca (pri)sjetiti se slika, zvukova ili raznih stvari s izvanrednom preciznošću i u velikoj količini. Riječ eidetsko znači "nešto što se odnosi na izvanredno iscrpno i razvidno pamćenje vizualnih prizora i slika" i dolazi od grčke riječi εἶδος (eidos), što se izravno može prevesti kao "viđen".
Fotografsko pamćenje, promatrano u djece, predstavlja se sposobnošću pojedinca proučavati neku sliku 30 sekundi i zadržati gotovo savršeno fotografsko sjećanje na tu sliku u kratkom razdoblju nakon što slika bude uklonjena. Takvi "eidetičari" tvrde da "vide" sliku na praznom platnu razvidno i savršeno iscrpno kao da je ona još tu. Slično kao i druge vrste pamćenja, na jačinu prisjećanja može utjecati nekoliko čimbenika, kao što su trajanje i učestalost izloženosti podražaju, svjesno promatranje, važnost toga što se pamti za dotičnu osobu i sl. Ta činjenica stoji u suprotnosti s općim pogrešnim tumačenjem ovog naziva koje pretpostavlja stalno i potpuno prisjećanje svih događaja.
Neki ljudi koji općenito imaju dobro pamćenje tvrde kako imaju fotografsko pamćenje. Međutim, postoje izrazite razlike u načinu procesuiranja informacija kod ovih vrsta pamćenja. Ljudi koji imaju općenito dobro pamćenje često se koriste mnemotehnikom, tj. raznim tehnikama pamćenja (npr., dijeljenje neke ideje na prebrojive sastavnice) kako bi zapamtili informacije, dok onī s fotografskim pamćenjem pamte veoma specifične detalje, kao npr. gdje je netko stajao, što je netko nosio od odjeće itd. Oni se mogu sjetiti nekog događaja s većom iscrpnošću, dok onī s drukčijim pamćenjem više pamte svakodnevne rutine nego specifične pojedinosti koji su možda prekinuli rutinu. Ipak, ovaj proces obično je najočitiji kad se ljudi s fotografskim pamćenjem pokušavaju sjetiti takvih pojedinosti.
Također, nije neobično da neki ljudi mogu doživjeti iskustvo "povremenog fotografskog pamćenja", pri kojem veoma iscrpno mogu opisati mnoštvo stvari. Međutim, u većini slučajeva ovakva povremena iskustva fotografskog pamćenja nastaju nesvjesno.

## Ljudi s izvrsnim pamćenjem
Neki pojedinci s autizmom pokazuju izvanredno pamćenje, uključujući i one s poremećajima iz autističnog spektra, kao što je Aspergerov sindrom. Autistični savanti su rijetkost, ali baš oni pokazuju znakove zapanjujućeg pamćenja. Međutim, većina osoba kojima je dijagnosticiran autizam nema fotografsko pamćenje.
Sinestezija se također promatra kao povećanje auditivnog pamćenja, ali samo za one informacije koje izazivaju sinestezijsku reakciju. Ipak, kod nekih sinestetičara otkriveno je da imaju oštriji osjećaj za "savršenu boju" od normalnog koji im pomaže gotovo savršeno uspoređivati nijanse boja nakon jednog dužeg razdoblja, i to bez prateće sinestezijske reakcije.

## Kontroverze
Većina trenutnih kontroverzi u vezi s fotografskim pamćenjem tiče se preširoke primjene tog naziva za gotovo bilo koji primjer izvanrednog pamćenja. Postojanje izvanrednih sposobnosti pamćenja dobro je dokumentirano i izgleda da je ishod kombinacije urođenih sposobnosti, naučene taktike i izvanrednih baza znanja (čovjek može više zapamtiti onoga što on razumije nego neke nepovezane informacije ili one koje nemaju značenje). Tehnički, ipak, fotografsko pamćenje predstavlja pamćenje nekog osjetilnog događaja s tolikom točnošću kao da ta osoba i dalje gleda ili sluša izvorni objekt ili događaj. Skoro sve tvrdnje o nečijem fotografskom pamćenju spadaju prilično izvan ove uske definicije. Neke novije studije sugeriraju kako možda postoji nekoliko rijetkih pojedinaca koji imaju sposobnost fotografskog pamćenja u ograničenoj količini. Za to se pamćenje teoretizira da je ustvari "neprocesuirano" osjetilno pamćenje nedovoljno obrađenih osjetilnih događaja (npr., "sirove" slike lišavaju nas dodatnog, obično automatskog, perceptivnog procesuiranja koje se kod normalnog pamćenja neodvojivo "kači" za slikovnu informaciju o samobitnosti i značenju objekta). Međutim, izgleda da su dokumentirane eidetske sposobnosti daleko više ograničene i daleko rjeđe nego što se to popularno zamišlja.
Marvin Minsky u svojoj knjizi Društvo uma nije mogao verificirati tvrdnje o nečijem fotografskom pamćenju, a za izvještaje ili navode o fotografskom pamćenju smatrao je da su "neosnovani mit".
Primjer kada se izvanredne sposobnosti pamćenja pripisuju fotografskom pamćenju dolazi iz popularnih interpretacija klasičnih pokusa Adriaana de Groota u vezi sa sposobnošću šahovskih velemajstora zapamtiti zamršen raspored figura na ploči. U početku je bilo otkriveno da su se ovi stručnjaci mogli sjetiti iznenađujućih količina podataka, daleko više od nestručnjaka, što je sugeriralo eidetske vještine. Međutim, kad su ti eksperti bili suočeni s položajima figura koji se nikad ne bi mogli dogoditi tijekom igre, njihovo pamćenje nije bilo bolje od pamćenja nestručnjaka, što je impliciralo da su velemajstori razvili sposobnost organizirati određene tipove informacija, a ne da imaju urođenu eidetsku sposobnost.
Jaki znanstveni skepticizam u vezi s postojanjem fotografskog pamćenja potaknuo je Charles Stromeyer, koji je proučavao svoju buduću suprugu Elizabeth, koja je tvrdila kako se može sjetiti poezije napisane na stranom jeziku koju nije razumjela još godinama nakon što ju je prvi put pročitala. Također se mogla, izgleda, sjetiti slučajnih shema točkica s takvom vjernošću kao da kombinira dvije sheme u jednu stereoskopsku sliku. Ona ostaje jedina zabilježena osoba koja je položila takav ispit. Ipak, metodologija korištena u procedurama testiranja je upitna (osobito kad se uzme u obzir izvanredna priroda tvrdnji), a činjenica da se ispitivač oženio ispitanom osobom i da ispiti nikad nisu ponovljeni (Elizabeth ih je uporno odbijala ponoviti) diže dodatne sumnje. Nedavno se interes za ovu tematiku obnovio, s pažljivijim nadzorima i mnogo manje zapanjujućim ishodima.
A. R. Lurija napisao je čuvenu ocjenu, Um mnemoniste, o Solomonu Šereševskom, čovjeku koji je imao izvanredno pamćenje; između ostalih stvari, Šereševski je mogao zapamtiti dugačke popise slučajno odabranih riječi i savršeno ih se sjetiti desetljećima poslije. Lurija je vjerovao kako je Šereševski imao neograničeno pamćenje, a neki su vjerovali kako je čudesni savant, poput Kima Peeka. Rabio je tehniku pamćenja u kojoj bi "rasporedio" objekte duž određenog dijela Gorkijeve ulice, a zatim bi se vratio i "pokupio" ih jedan po jedan. Ovo je prije primjer izvježbanog nego fotografskog pamćenja.
Dodatne dokaze za skepticizam u vezi s postojanjem fotografskog pamćenja pruža jedan neznanstveni događaj: Svjetsko prvenstvo u pamćenju. Ovo godišnje natjecanje u različitim disciplinama pamćenja skoro je potpuno zasnovano na vizualnim zadacima (9 od 10 zadataka prikazuju se vizualno, a deseti auditivno). Pošto prvaci mogu osvojiti popriličan novčani iznos (ukupni nagradni fond za SP 2010. bio je 90 000 dolara), to bi trebalo privući ljude koji mogu lako nadmašiti tē ispite reproducirajući vizualne slike zadatog materijala tijekom prisjećanja. Ali doista se ni za jednog prvaka u pamćenju (prvenstvo se održava od 1990.) nije reklo da ima fotografsko pamćenje. Umjesto toga, svi pobjednici, bez ijedne iznimke, nazivaju sebe mnemonistima i oslanjaju se na korištenje mnemoničkih strategija, najčešće metode mjestâ.

## Tvrdnje o posjedovanju fotografskog pamćenja
S upitnom iznimkom spomenute Elizabeth, do 2008. nitko tko je tvrdio kako ima dugoročno fotografsko pamćenje nije uspio to dokazati na znanstvenim ispitima. Postoji dosta pojedinaca s izvanrednim pamćenjem koji su prozvani eidetičarima, ali mnogi od njih koriste se mnemoničkim strategijama i drugim vježbama za povećavanje neeidetskog pamćenja.

### Čudesni savanti
- Stephen Wiltshire;[5] on može nacrtati skicu grada nakon samo jedne vožnje helikopterom iznad njega.[6]
- Kim Peek - bio je nadahnuće za lik Raymonda Babbita u filmu Kišni čovjek, kojeg je glumio Dustin Hoffman.[7]
- Mozart
- Nikola Tesla

### Reference na fotografsko pamćenje upopularnoj kulturi
- Will Hunting u filmu Dobri Will Hunting može čitati knjige gledajući stranicu samo nekoliko sekundi.
- Lisbeth Salander, glavni lik u Larssonovoj Milenijskoj trilogiji, opisana je da ima "fotografsko pamćenje", za koje misli kako ju čini jezivom. Prikazana je kako pamti sastavnice prizora s kojima se susreće, zatim izražava savršeno pamćenje događaja koji su se zbili tijekom njene dvogodišnje institucionalizacije u tinejdžerskoj dobi, a pamti i više serija 19-znamenkastih zaporki u njenim bankarskim i hakerskim poslovima. Ona toliko prezire svoje eidetske sposobnosti da ih otkriva samo jednom jedinom liku u romanima.
- Naslovni lik iz filma Kišni čovjek, Raymond Babbit, prikazan je kao osoba s fotografskim pamćenjem, te izvanrednim matematičkim sposobnostima.[7]
- Charlie Andrews, jedan od sporednih likova u seriji Heroji, ima posebnu sposobnost brzo zapamtiti bilo koju informaciju s velikom točnošću u naizgled neograničenim količinama (fotografsko pamćenje).
- Olivia Dunham iz serije Fringe ima fotografsko pamćenje, što je možda nuspojava medicinskih ogleda koji su na njoj izvršeni dok je bila dijete.
- Dr. Spencer Reid iz Zločinačkih umova tvrdi kako ima fotografsko pamćenje (ali samo za stvari koje pročita; povremeno zaboravi stvari koje čuje).
- Dr. Sheldon Cooper iz Teorije velikog praska izražava svoje fotografsko pamćenje u epizodi The Creepy Candy Coating Corollary.[8]
- Za dr. Lexie Grey iz Uvoda u anatomiju govori se da ima "fotografsko pamćenje", što se pokazalo vrijednom sposobnošću u njenoj karijeri. U 4. sezoni njena šefica, dr. Cristina Yang, daje joj nadimak "Lexiepedija" zbog njene sposobnosti sjetiti se opskurnih medicinskih činjenica.
- Shawn Spencer, glavni lik serije Psych, često pokazuje obilježja fotografskog pamćenja; sposoban je sjetiti se specifičnih pojedinosti s mjesta zločina nakon što je samo letimično bacio pogled. Međutim, on često zaboravlja pojedinosti koje nisu povezane sa zločinom, kao što su rođendani ili planovi za večeru sa svojim ocem. Za njegovu majku, pak, govori se kako ima fotografsko tonsko pamćenje.
- Za Malcolma, glavnog lika serije Malcolm u sredini, također se govori kako ima "fotografsko pamćenje".
- Robert Langdon iz Da Vincijevog koda pokazuje obilježja fotografskog pamćenja, ali izričito tvrdi kako ga ne posjeduje, već jednostavno dobro pamti ono što vidi.
- Hannibal Lecter u romanu Crveni zmaj govori za Willa Grahama da je eidetičar.
- Cottonu Maloneu, glavnom liku u mnogim svjetski poznatim trilerima Stevea Berryja, pripisuje se fotografsko pamćenje.
- Kapetan Davidson, važan lik u romanu The Word for World is Forest (Riječ za svijet je šuma), čija je autorica Ursula K. Le Guin, opisan je da ima fotografsko pamćenje.
- Ireneo Funes "Pamtljivī", lik iz kratke fantastične pripovijetke J. L. Borgesa, prikazan je s razvijenim čudesnim iscrpnim pamćenjem.
- Hal Incandeza, glavni lik Infinite Jesta, posjeduje fotografsko pamćenje.
- Sherlock Holmes i njegov brat Mycroft imaju skoro savršeno pamćenje.

## Vanjske poveznice
- Postoji li takva stvar kao fotografsko pamćenje?